# Gymnobothrus elgonensis
Gymnobothrus elgonensis är en insektsart som först beskrevs av Sjöstedt 1933.  Gymnobothrus elgonensis ingår i släktet Gymnobothrus och familjen gräshoppor. Inga underarter finns listade i Catalogue of Life.